# Cheilly-lès-Maranges
 Cheilly-lès-Maranges  es una población y comuna francesa, en la región de Borgoña, departamento de Saona y Loira, en el distrito de Autun y cantón de Couches.

## Demografía
| 433 | 417 | 385 | 367 | 394 | 439 |
| Para los censos de 1962 a 1999 la población legal corresponde a la población sin duplicidades (Fuente: INSEE [Consultar]) |     |     |     |     |     |